# Đế quốc Gupta
Đế quốc Gupta hay Vương triều Gupta là một đế chế cổ đại của Ấn Độ tồn tại từ đầu thế kỷ 4 CN đến cuối thế kỷ 6 CN. Vào thời kỳ cực thịnh, từ khoảng năm 319 đến năm 467 CN, đế quốc bao phủ phần lớn tiểu lục địa Ấn Độ. Thời kỳ này được các nhà sử học coi là thời kỳ hoàng kim của Ấn Độ. Vương triều cai trị của đế chế do đức vua Sri Gupta thành lập; các nhà cai trị đáng chú ý nhất của triều đại là Chandragupta I, Samudragupta, và Chandragupta II, còn được gọi là Vikramaditya. Nhà thơ tiếng Phạn là Kalidasa ở thế kỷ thứ 5 sau Công nguyên đã ghi công những người Gupta đã chinh phục khoảng 21 vương quốc, cả trong và ngoài Ấn Độ, bao gồm các vương quốc Parasika, Hunas, Kamboja, các bộ lạc nằm ở phía tây và phía đông thung lũng Oxus, Kinnara, Kirata và những tộc khác.
Đỉnh cao của sáng tạo văn hóa thời kì này là các tuyệt tác kiến trúc, điêu khắc và hội họa. Thời kì Gupta đã sản sinh ra các học giả như Kalidasa, Aryabhata, Varahamihira, Vishnu Sharma và Vatsyayana, những người đã tạo ra những tiến bộ lớn trong nhiều lĩnh vực học thuật.
Những thiên sử thi đầu tiên của Ấn Độ cũng được cho là đã được viết khoảng thời gian này. Đế chế dần dần suy yếu do nhiều nguyên nhân như mất dần các vùng lãnh thổ và quyền lực hoàng đế gây ra bởi các chư hầu thuở trước của họ và cuộc xâm lược của dân tộc Huna từ Trung Á  Sau khi đế quốc Gupta sụp đổ vào thế kỷ thứ 6, Ấn Độ, một lần nữa được cai trị bởi rất nhiều vương quốc trong khu vực. Một dòng nhỏ của gia tộc Gupta tiếp tục cai trị xứ Magadha sau khi đế quốc tan rã. Triều đại Gupta này cuối cùng bị lật đổ bởi vị vua Vardhana Harsha Vardhana, người thành lập một đế chế trong nửa đầu của thế kỷ thứ 7.

## Nghệ thuật và kiến trúc

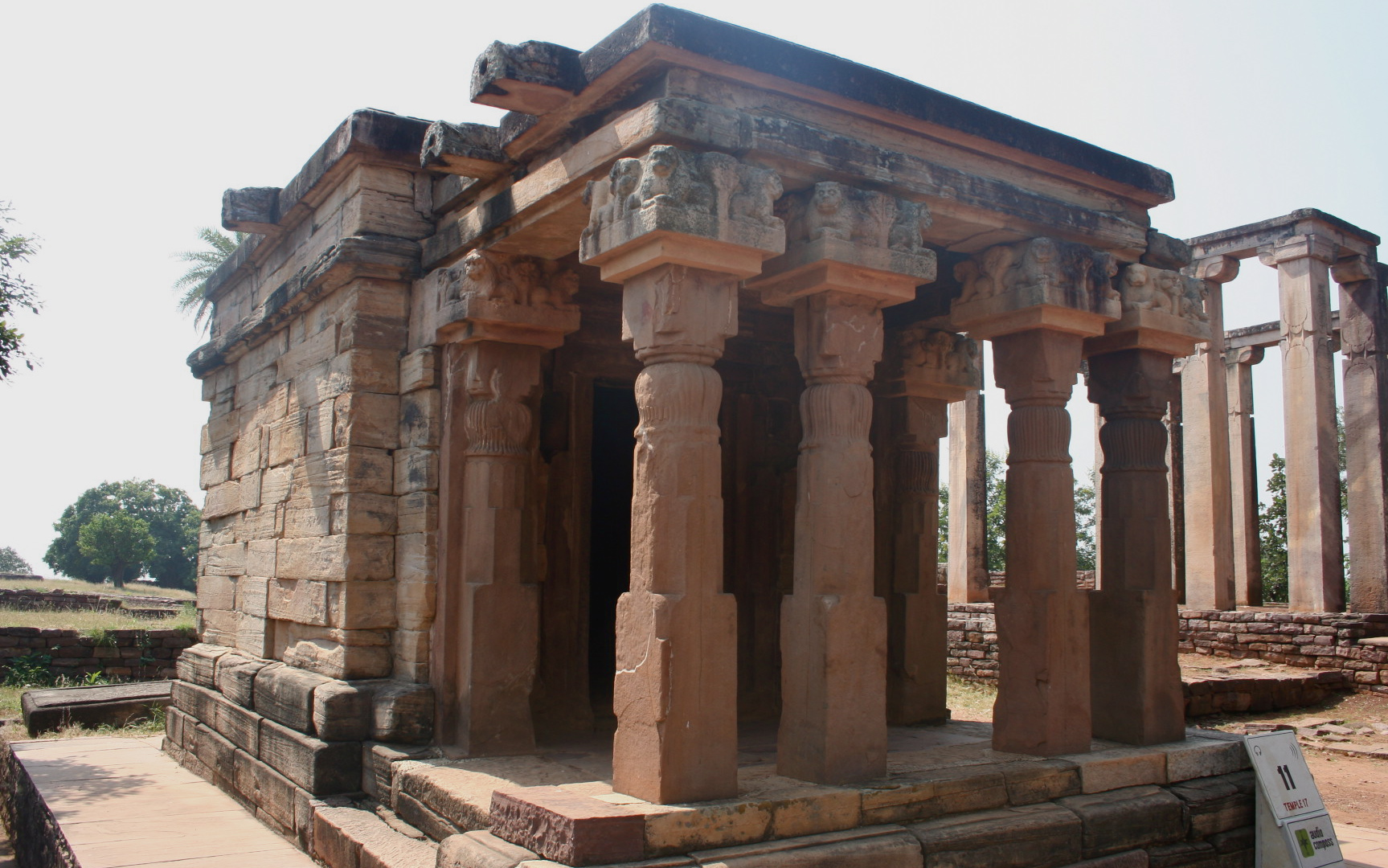
Một ngôi đền mang phong cách tetrastyle prostyle thời kỳ Gupta tại Sanchi bên cạnh hội trường Apsidal với nền móng Maurya, một ví dụ về kiến trúc Phật giáo. Thế kỷ thứ 5 CN.
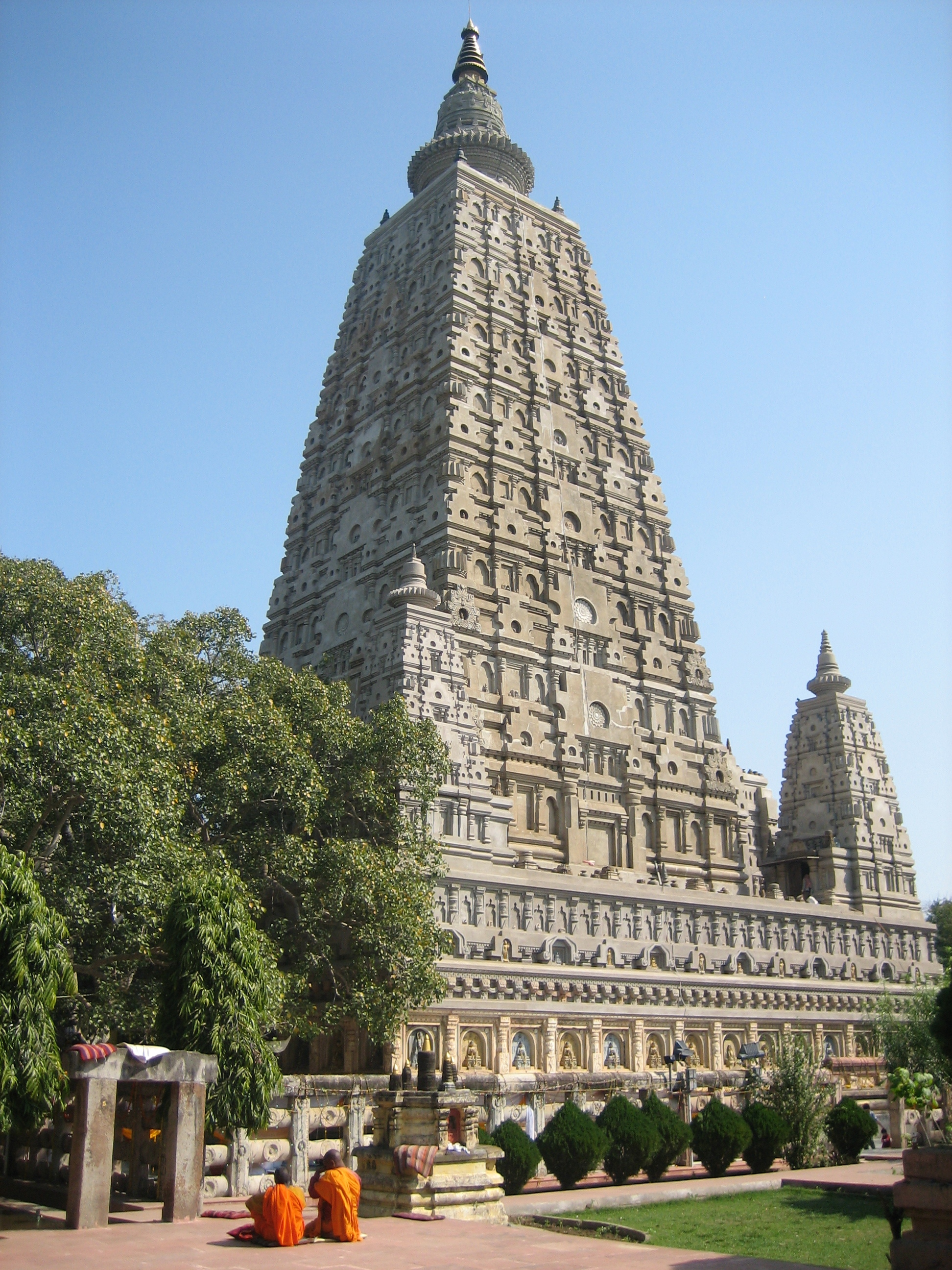
Cấu trúc hiện tại của Chùa Mahabodhi có từ thời Gupta, thế kỷ thứ 5 CN. Đánh dấu vị trí nơi Đức Phật được cho là đã đạt cảnh giới giác ngộ.
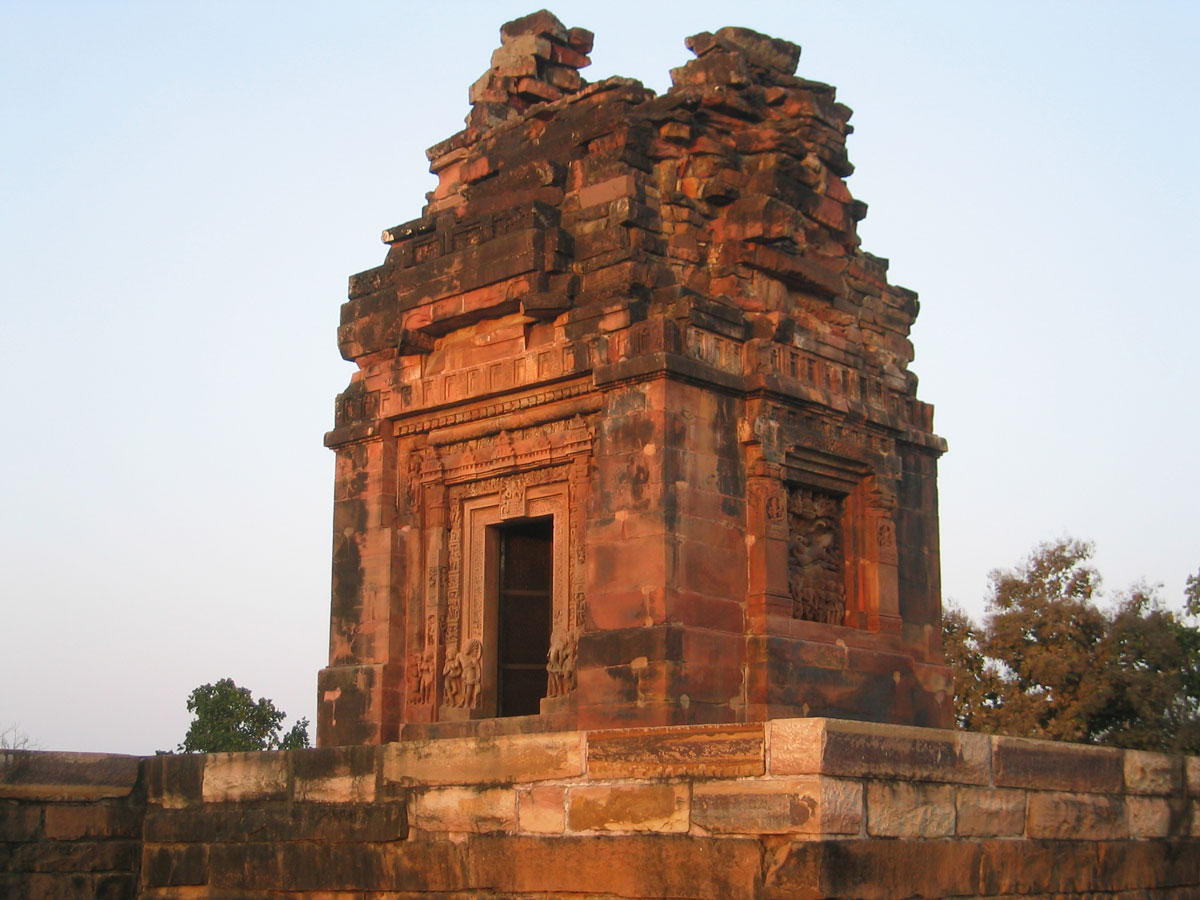
Đền Dashavatara là một ngôi đền Hindu Vishnu được xây dựng trong thời kỳ Gupta.

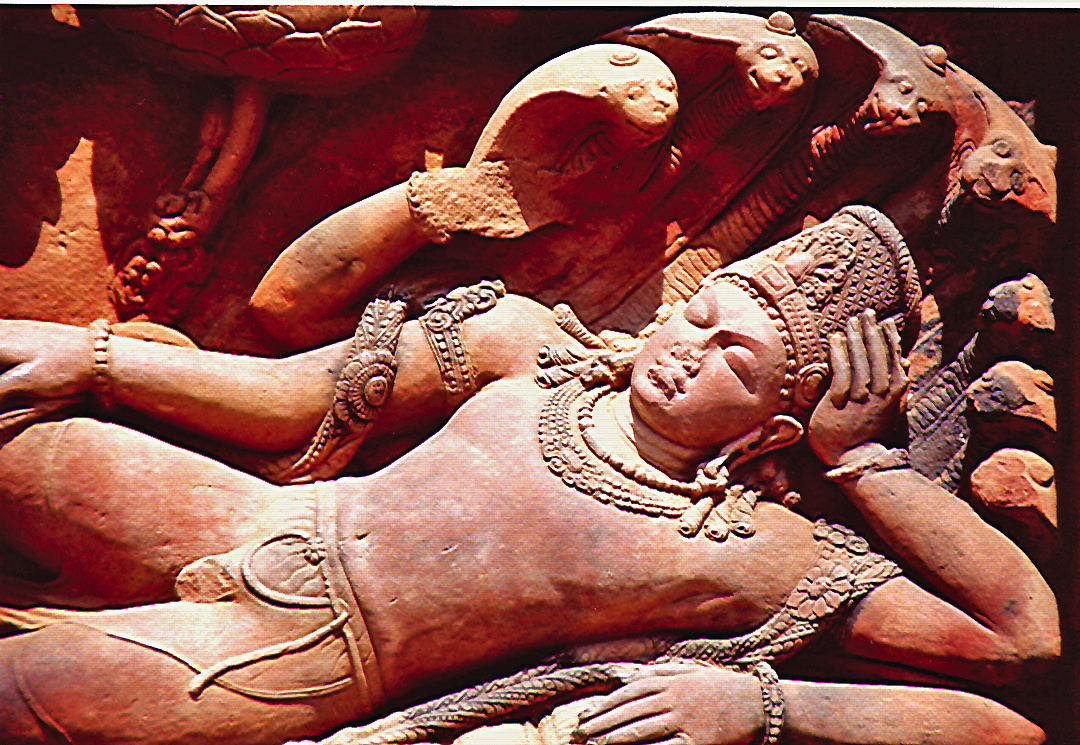
Vishnu ẩn mình trên con rắn Shesha (Ananta), Đền Dashavatara thế kỷ thứ 5
Đức Phật từ Sarnath, thế kỷ 5-6 CN
Trimurti khổng lồ tại Động Elephanta
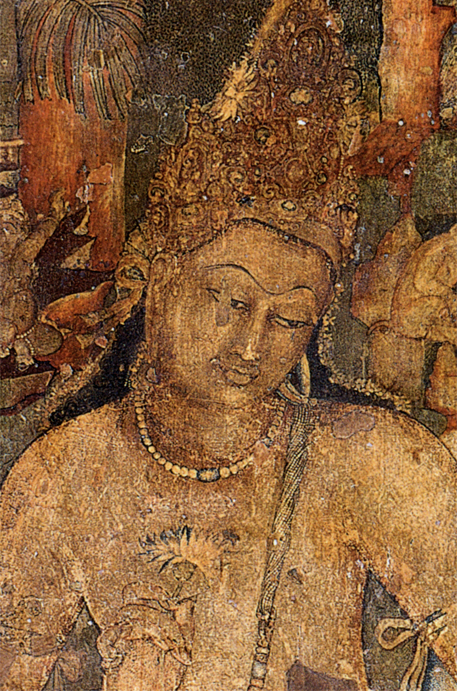
Bức tranh về Padmapani Hang động 1 tại Ajanta
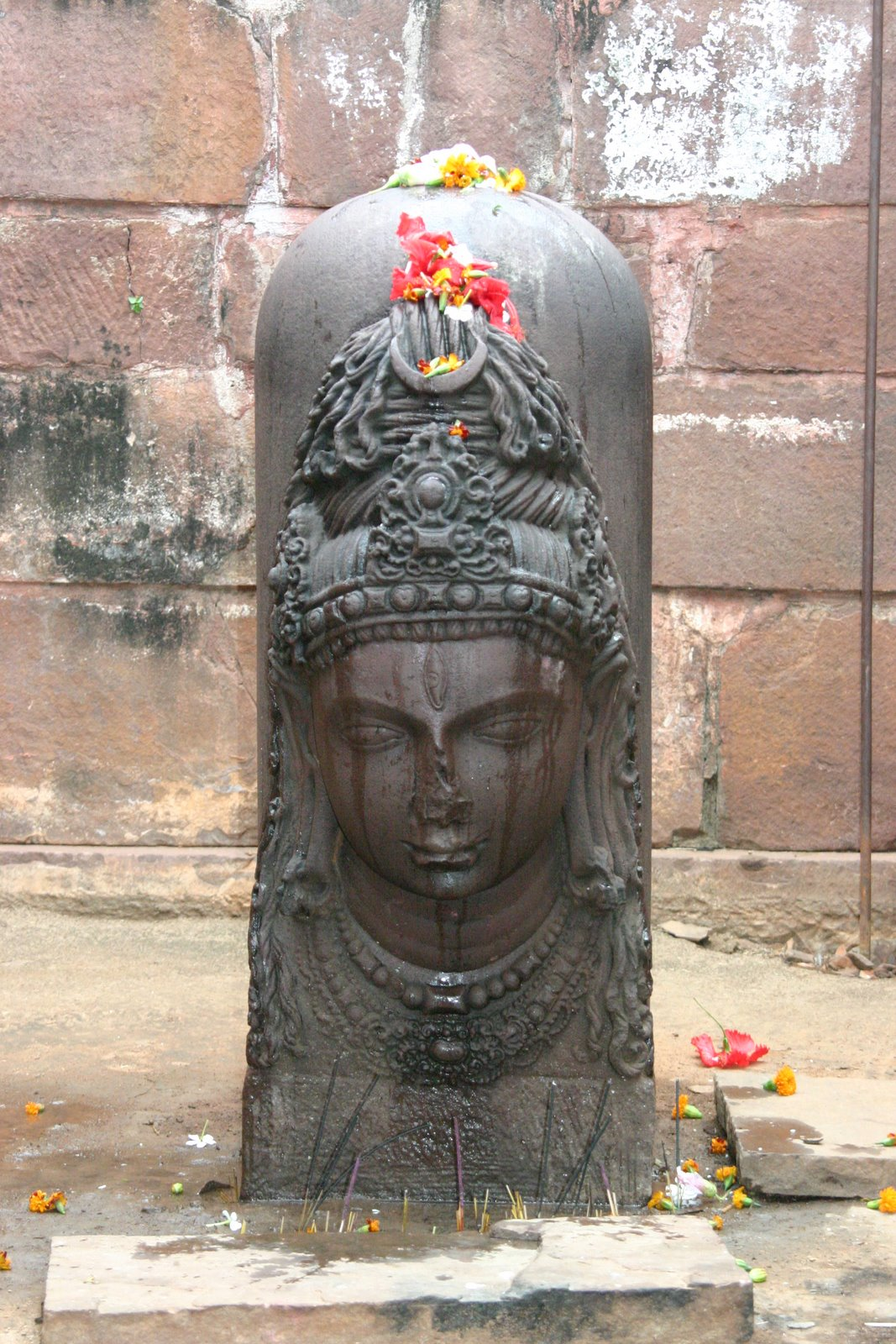
Shiva mukhalinga (đối mặt - lingam) từ Chùa Bhumara
Bức tường thành Nalrajar Garh ở Rừng Chilapata, Tây Bengal, là một trong những pháo đài cuối cùng còn sót lại từ thời Gupta, hiện cao 5–7 m
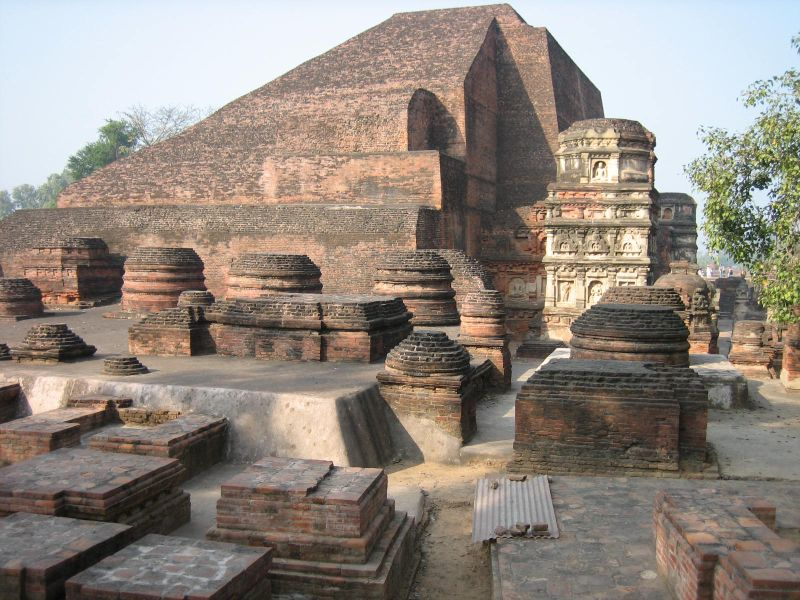
Đại học Nalanda được thành lập đầu tiên dưới đế chế Gupta
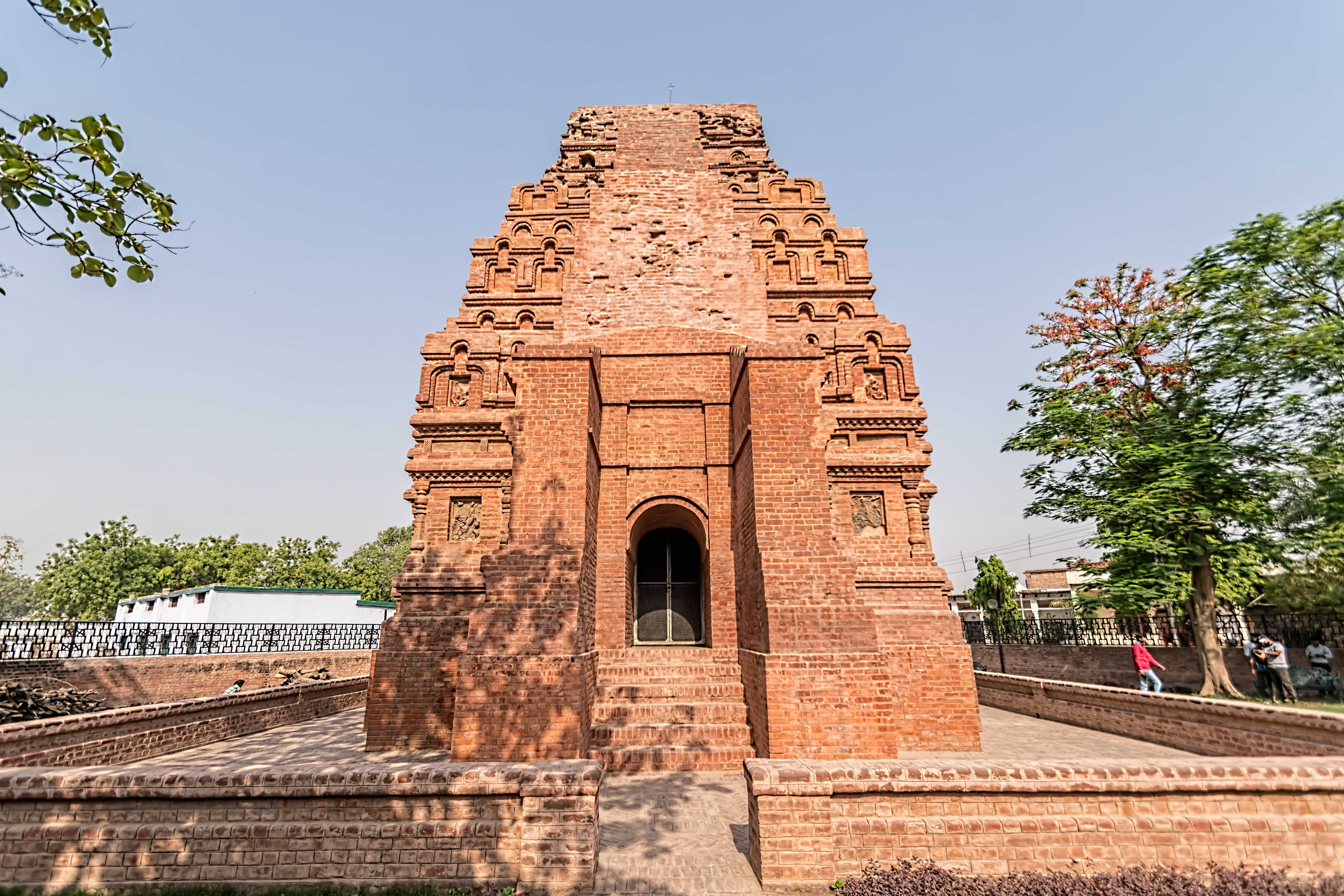
Đền Bitargaon từ thời Gupta đem đến một trong những ví dụ sớm nhất về mái vòm nhọn ở bất kỳ đâu trên thế giới
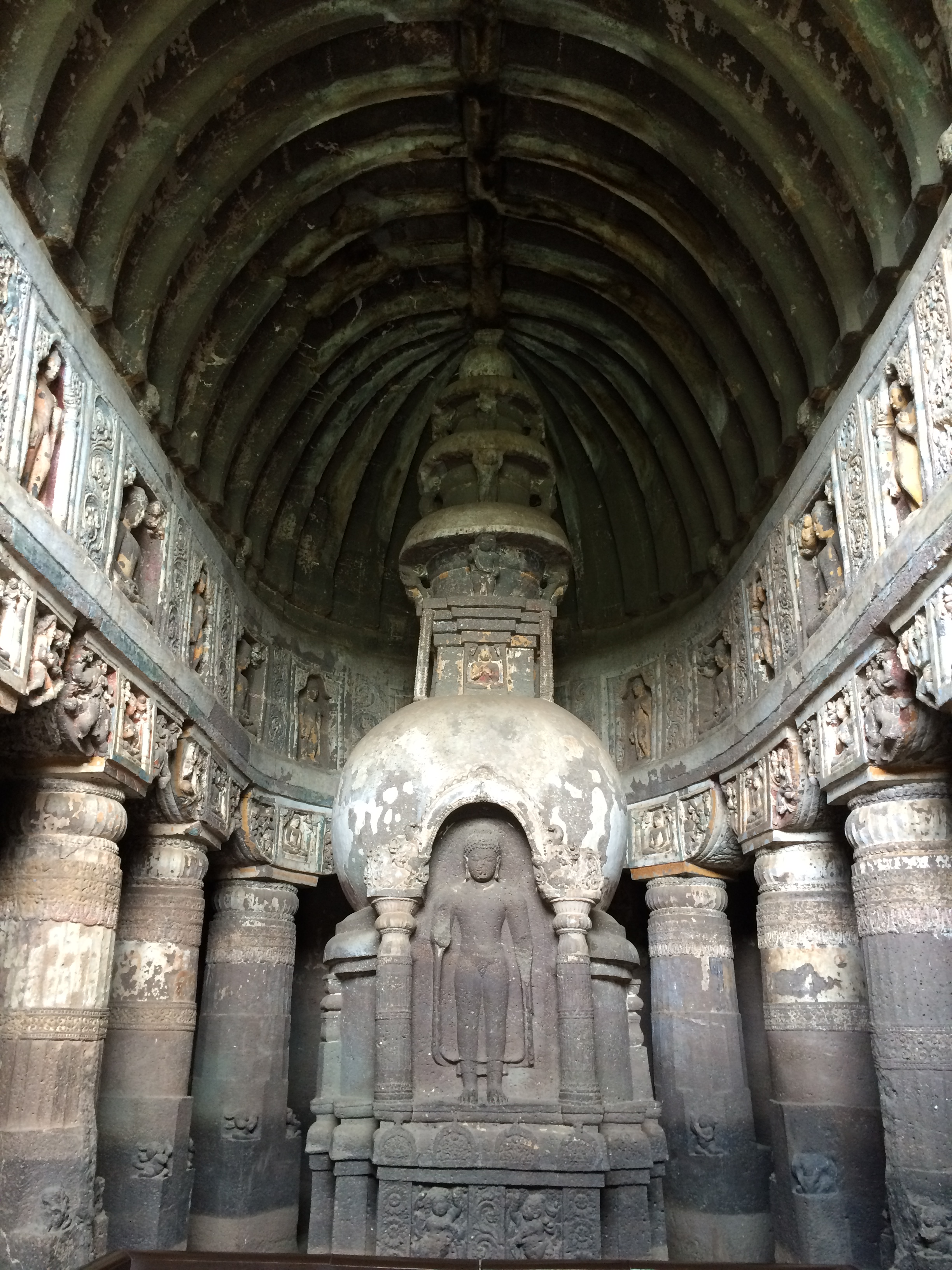
Các hang động Ajanta từ thời Gupta
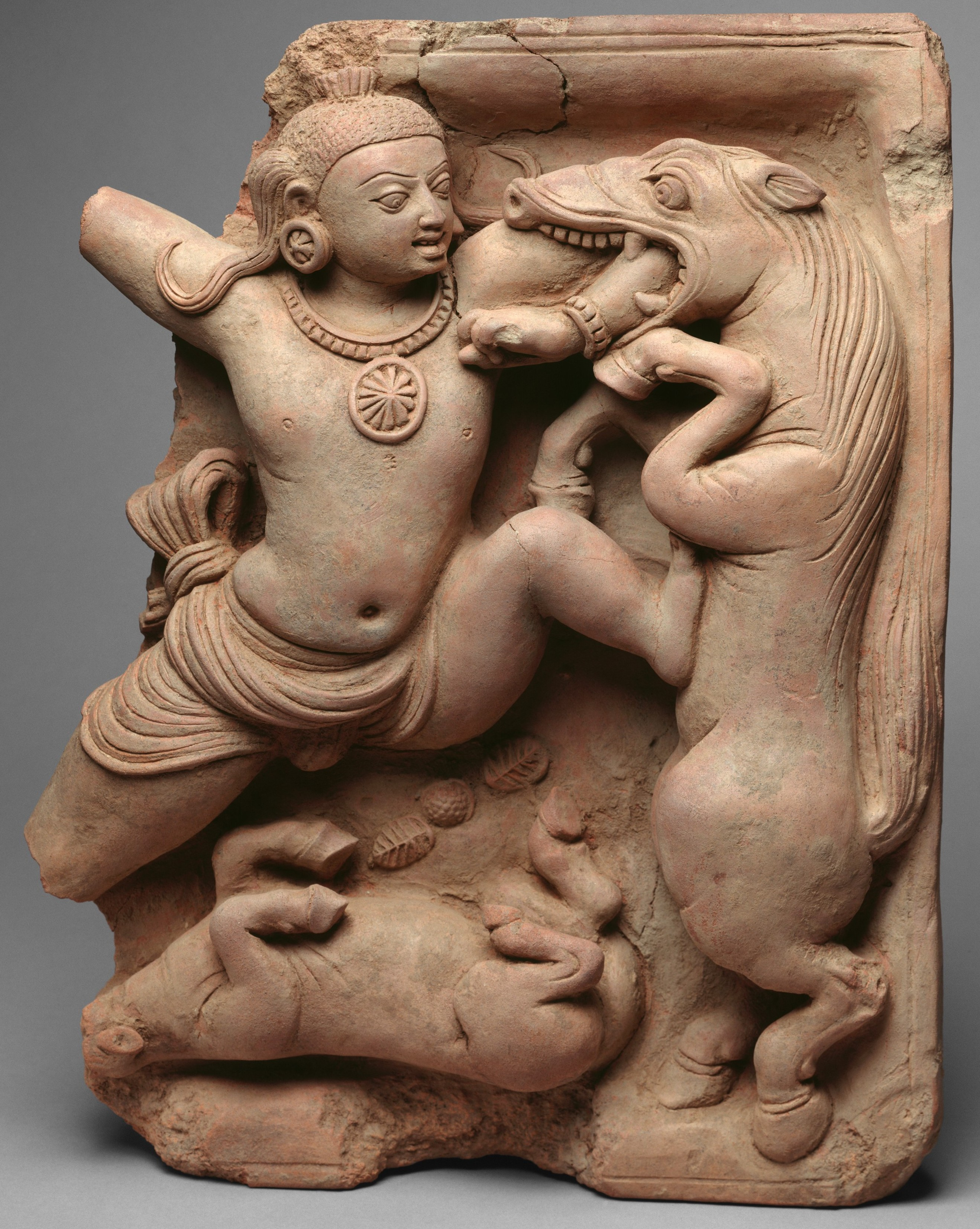
Krishna chiến đấu với quỷ ngựa Keshi, thế kỷ thứ 5